# Диас, Роксана
Роксана Диас Бургос (исп. Roxana Díaz Burgos, род. 20 февраля 1972 года, Сан-Фелипе, Венесуэла) ― венесуэльская актриса телевидения и участница конкурса «Мисс Венесуэла 1992».

## Биография
Диас родилась в городе Сан-Фелипе в семье Педро Роберто Диаса Гусмана и Марджори Бургос Сото.
В 1990 году она начала работать моделью в агентстве Мариэлы Сентено. Таким образом, она стала известна благодаря участию в показах мод и в телевизионных рекламных роликах, которые были сняты не только для Венесуэлы, но и для других стран, таких как Доминиканская республика и Аргентина. Мариэла Сентено порекомендовала ей участвовать в конкурсе «Мисс Венесуэла 1992», и хотя эта идея ей не очень понравилась, она согласилась.
Параллельно с актерскими мастер-классами, которые она проводила, Роксана познакомилась с молодым человеком, который работал на Mars TV, он посоветовал ей пройти кастинг, который дал ей возможность принять участие в сериале «Русалка» в 1993 году, где она сыграла злодейку.
Затем она снялась в сериале, который никогда не транслировался и назывался «Ангелы и Архангелы». Она воплотила Памелу Альварадо в драматической постановке «Дочь президента». Затем она сыграла свою первую главную роль в фильме «Мариамор», где сыграла в паре с Саулем Марином.
В 1998 году Хосе Симон Эскалона называет ее главной фигурой вместе с Карлосом Монтильей в драматическом, даже если это будет стоить мне жизни. После этой мыльной оперы Роксана заключила контракт с другой телекомпанией, а затем вернулась на RCTV, чтобы показать нам свою роль Маргариты в мыльной опере «Мои три сестры». Затем она сыграла Аврил Зурли в популярной мыльной опере «Кариссима» и сразу же была приглашена в сериал «Девственница», где сыграла Шарлотту Вивас.
В 2011 году она снялась в «Дереве Габриэля», где сыграла Софию Альварадо. В 2012 году она участвует в сериале Televen «Горько-сладкий» в партнерстве с мексиканской третьей сетью, распространяемой Telemundo. В течение следующих нескольких лет она продолжает заниматься театральными постановками, одной из которых является «Пьеса о маленькой бутылочке».
В 2023 году она возвращается к драматическому, чтобы принять участие в сериале, созданном Hispanomedios совместно с Venevisión, «Драматические», где она сыграет роль одной из главных злодеек. В 2024 году она присоединяется к венесуэльскому реалити-шоу «Плохие женщины» того же продюсерского дома.

## Личная жизнь
Диас состояла в браке с актером Саулем Мариной. Она также встречалась с актером Сезаром Романом и с певцом Хорхе Рейеса.
В 2013 году она начала отношения с Карлосом Гильермо Хейдоном, 4 января 2016 года она объявила о своей беременности, а 21 июня родила дочь Барбару Валентину. В декабре того же года они обручились и 15 сентября 2018 года поженились. В 2022 году они усыновили племянника Карлоса, Эрика.

## Фильмография
| Год       | Название                | Роль                                                                | Прим.                  | Канал                               |
| --------- | ----------------------- | ------------------------------------------------------------------- | ---------------------- | ----------------------------------- |
| 2023      | Драматические           | София Диас                                                          | главная злодейка       |                                     |
| 2012-2013 | Горько-сладкий          | Барбара Агилера                                                     |                        | 30px Televen \| 25px Cadena Tres    |
| 2011-2012 | Дерево Габриэля         | София Альварадо                                                     | Виллана                | Venevisión                          |
| 2011      | Пусть Небо объяснит мне | Гленда Нуньес                                                       | Виллана                | 22px Televen                        |
| 2008      | Бедная миллионерша      | Дамиана Гризанти Буэндиа / Аманда Буэндиа Ландаэта де Дель Кастильо | Виллана                | Venevisión Internacional            |
| 2007      | Доктор Джи и женщины    | Мерседес                                                            |                        | 22px RCTV                           |
| 2006      | На крыльях любви        | Морана Бостардо                                                     | главная злодейка       | 22px RCTV                           |
| 2004      | Как хороша была Лола!   | Долорес Эстрелла Сантос / Лола                                      | злодейка               | 22px RCTV                           |
| 2002      | Девственница            | Карлота Вивас де ла Вега                                            | главная злодейка       | 22px RCTV                           |
| 2001      | Кариссима               | Аврил Зурли Гаваццени                                               | злодейка               | 22px RCTV                           |
| 2000      | Мои три сестры          | Маргарита Альварес де Эстрада                                       | главная злодейка       | 22px RCTV                           |
| 1999      | Когда есть страсть      | Бетания Малаве                                                      |                        | Venevisión                          |
| 1998-1999 | Магия любви             | Тереза Ларрасабаль                                                  | злодейка               | 22px RCTV                           |
| 1996-1997 | Ее зовут Мариамор       | Генобеба Мантурано / Мариамор                                       | злодейка               | frameless\|24x24px Marte Televisión |
| 1995      | Ангелы и архангелы      | Габриэла                                                            | Estelar                | frameless\|24x24px Marte Televisión |
| 1994      | Дочь президента         | Памела Альварадо                                                    | Estelar                | frameless\|24x24px Marte Televisión |
| 1993      | Сирена                  | Перфидия                                                            | Participación especial | frameless\|24x24px Marte Televisión |